# Patricia Ferguson

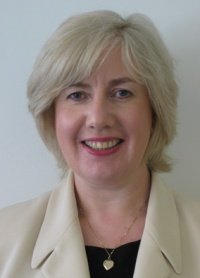
Patricia Ferguson

Patricia Ferguson (* 24. September 1958 in Glasgow) ist eine schottische Politikerin und Mitglied der Labour Party.

## Leben
Ferguson besuchte die Garnethill Convent Secondary School in Glasgow und das Glasgow College of Technology, das sie mit einem Abschluss in Öffentlichem Verwaltungswesen verließ. Sie ist mit ihrem Parteikollegen und ehemaligen Parlamentsabgeordneten Bill Butler verheiratet, der zwölf Jahre lang den Wahlkreis Glasgow Anniesland im Parlament vertrat.

## Politischer Werdegang
Bei den Schottischen Parlamentswahlen 1999 kandidierte Ferguson für den Wahlkreis Glasgow Maryhill und errang das Mandat mit deutlichem Vorsprung vor dem SNP-Kandidaten Bill Wilson. In der Folge zog sie in das neugeschaffene Schottische Parlament ein. Im November 2001 wurde Ferguson zur Staatssekretärin für Parliamentary Business berufen und bekleidete diesen Posten bis Oktober 2004. Bei den Parlamentswahlen 2003 verteidigte Ferguson ihren Wahlkreis. Ab Oktober 2004 war Ferguson bis zum Ende der Legislaturperiode Ministerin für Tourismus, Kultur und Sport. Ein weiteres Mal verteidigte Ferguson bei den Parlamentswahlen 2007 ihr Mandat. Im Zuge der Wahlkreisreform 2011 wurde der Wahlkreis Glasgow Maryhill aufgelöst. Große Teile gingen in dem neugeschaffenen Wahlkreis Glasgow Maryhill and Springburn auf, für den Ferguson bei den Parlamentswahlen 2011 kandidierte. Abermals gelang es Ferguson ihren Parlamentssitz zu verteidigen. Bei den folgenden Parlamentswahlen 2016  unterlag Ferguson dem SNP-Kandidaten Bob Doris und schied in der Folge aus dem schottischen Parlament aus.